# Mayrinhac-le-Francal
Mayrinhac-le-Francal est une ancienne commune devenue un hameau de Rocamadour dans le département du Lot en région Occitanie.

## Toponymie
Les mentions anciennes de la localité sont : Madriniacum 930, de Matriniaco 971, de Mariniaco 1147, prior de Mayrinhaco v.1337, variantes Meyrignac le Francoal, ou Mayrinhac-le-Francoual, Mayrinha-le-Francal v. 1757, Mérignac 1797, Mayrignac-le-Francal  v. 1850.
L'étymologie propose que Mayrinhac se soit formée à l'époque gallo-romaine et est un mot composé du NP Matrinius "de la Mère" + suff. -acum "domaine de", d'où la signification "le Domaine de la Mère", en rapport avec un culte ancien à la Divinité maternelle qui est l'objet de pèlerinages célèbres dans la région comme l'attestait un lieu-dit La Montjoye au XVIIIe siècle qui servait à orienter les pèlerins sur leur cheminement.

## Histoire
- Inscrite à l'inventaire des monuments historiques par arrêté du 24 février 2003, l'église Saint-Martin de Mayrinhac a dû succéder à un oratoire érigé à l'époque mérovingienne, comme l'atteste l'ancienneté de la titulature à saint Martin.
- L'abbaye de Tulle possédait l'église de Mayrinhac en vertu du testament du vicomte Adémar, rédigé vers 930 et y établit un prieuré[2].
- Le prieuré de Mayrinhac devint paroisse vers le XIIIe siècle.
- Guibert de Malemort, prior de Mayrinhaco, fut un des trois vicaires que le chapitre de Tulle institua en 1337 pour administrer l'évêché après la mort de l'évêque Arnaud[2].
- Le village dépendait de la sénéchaussée de Martel, de l'élection de Figeac et de la subdélégation de Gourdon[7].
- 1801, la municipalité de Mayrinhac est réunie à Rocamadour en 1801.

## Culture locale et patrimoine
- L'église Saint-Martin est de style roman, le mur nord de l’édifice qui borde le cimetière a gardé un enfeu du XIIIe siècle qui abrita jadis une tombe seigneuriale. L'édifice actuel se compose d'une nef et d'un chevet plat cantonnés de contreforts pilastres semi-cylindriques. Les parties hautes portent encore la trace d'aménagements défensifs.